# Děkanát Hranice
Děkanát Hranice je územní část arcidiecéze Olomouc. Tvoří ho 22 farností. Děkanem je R. D. Mgr. Pavel Martinka, farář v Hranicích, pozice místoděkana není obsazena. V děkanátu působí 7 diecézních kněží.

## Znak děkanátu

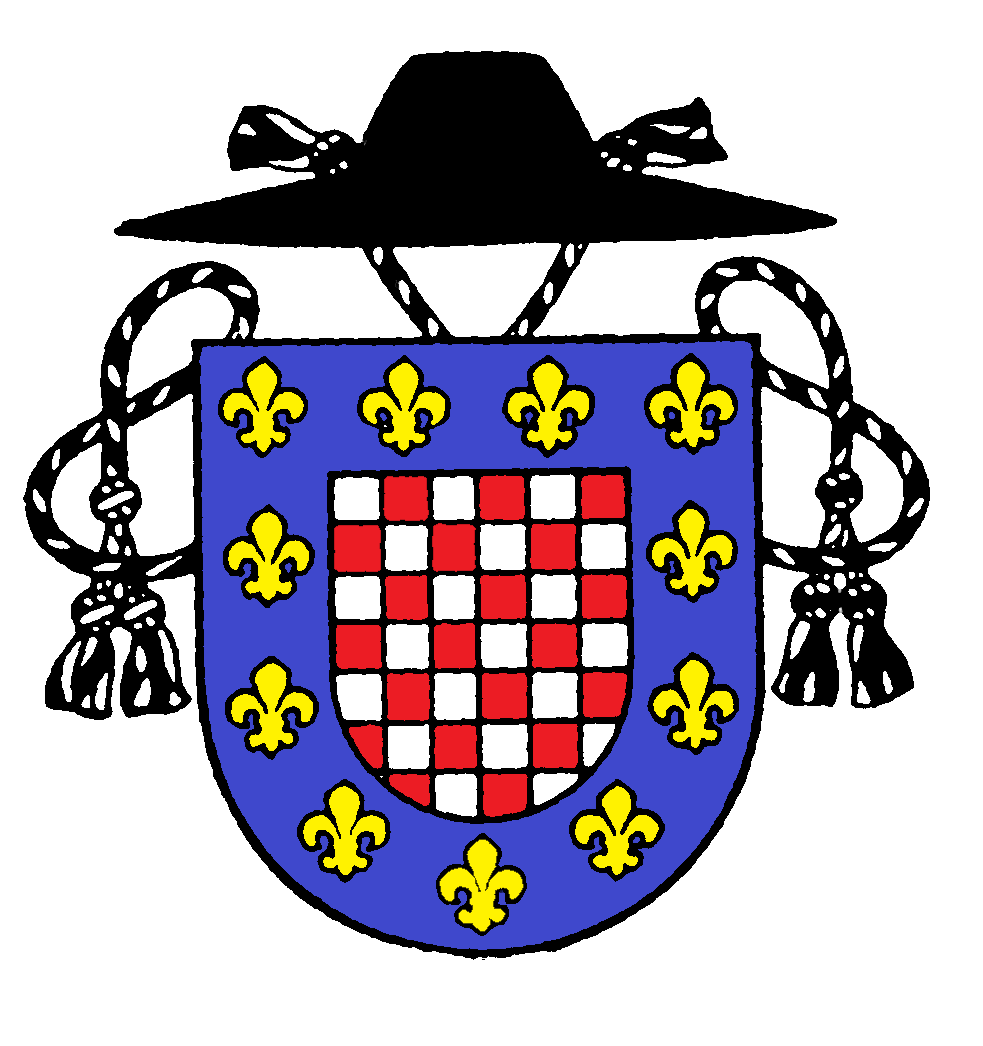
Znak děkanátu Hranice

Štít stříbrno-červeně šachovaný, s modrým lemem, na němž je jedenáct zlatých lilií. Nad štítem duchovenský klobouk černé barvy se dvěma střapci po každé straně černé barvy. Šachované pole v moravských zemských barvách je převzato ze znaku města Hranic, sídla děkanátu, lem s liliemi odkazuje na znak premonstrátského řádu, jehož klášteru na Hradisku původně Hranice patřily.

## Farnosti děkanátu
| Farnost                          | Farní kostel            | Správce                                                 | Web farnosti |
| -------------------------------- | ----------------------- | ------------------------------------------------------- | ------------ |
| Bělotín                          | sv. Jiří                | administrátor excurrendo, Hustopeče nad Bečvou          |              |
| Černotín                         | sv. Cyrila a Metoděje   | administrátor excurrendo, Hustopeče nad Bečvou          |              |
| Dolní Újezd u Lipníka nad Bečvou | sv. Havla               | administrátor excurrendo, Lipník nad Bečvou             |              |
| Drahotuše                        | sv. Vavřince            | R. D. Mgr. Michal Zahálka                               |              |
| Hlinsko                          | sv. Bartoloměje         | administrátor excurrendo, Soběchleby u Hranic na Moravě |              |
| Horní Újezd u Všechovic          | Narození Panny Marie    | administrátor excurrendo, Všechovice                    |              |
| Hranice na Moravě                | Stětí sv. Jana Křtitele | R. D. Mgr. Pavel Martinka                               |              |
| Hustopeče nad Bečvou             | Povýšení sv. Kříže      | R. D. Mgr. Václav Fojtík                                |              |
| Jezernice                        | sv. Martina             | administrátor excurrendo, Lipník nad Bečvou             |              |
| Jindřichov u Hranic              | Nanebevzetí Panny Marie | administrátor excurrendo, Drahotuše                     |              |
| Lipník nad Bečvou                | sv. Jakuba Většího      | R. D. ICLic. Mgr. Vít Hlavica                           |              |
| Loučka u Lipníka nad Bečvou      | sv. Karla Boromejského  | administrátor excurrendo, Lipník nad Bečvou             |              |
| Osek nad Bečvou                  | Povýšení sv. Kříže      | administrátor excurrendo, Lipník nad Bečvou             |              |
| Paršovice                        | sv. Markéty             | administrátor excurrendo, Všechovice                    |              |
| Partutovice                      | sv. Mikuláše            | administrátor excurrendo, Hranice na Moravě             |              |
| Podhoří                          | sv. Havla               | administrátor excurrendo, Lipník nad Bečvou             |              |
| Potštát                          | sv. Bartoloměje         | administrátor excurrendo, Hranice na Moravě             |              |
| Soběchleby u Hranic na Moravě    | Nanebevzetí Panny Marie | R. D. ICLic. Mgr. Miroslav Jáně                         |              |
| Střítež nad Ludinou              | sv. Matouše             | administrátor excurrendo, Drahotuše                     |              |
| Špičky                           | sv. Šimona a Judy       | administrátor excurrendo Hustopeče nad Bečvou           |              |
| Týn nad Bečvou                   | Jména Panny Marie       | administrátor excurrendo Lipník nad Bečvou              |              |
| Všechovice                       | Nejsvětější Trojice     | R. D. Mgr. Vitalij Molokov                              |              |